# Der Todesverächter
Der Todesverächter ist ein US-amerikanischer Western aus dem Jahr 1948 von Leslie Fenton mit Alan Ladd, Robert Preston und Brenda Marshall in den Hauptrollen. Der Film wurde von Paramount Pictures produziert und basiert auf dem 1906 veröffentlichten Roman Whispering Smith von Frank Hamilton Spearman.

## Handlung
Die Brüder Blake, Leroy und Gabby Barton verüben einen Raubüberfall auf einen Zug, bei dem ein Wärter erschossen wird. Der Detektiv Luke Smith wird auf den Fall angesetzt. Bei der Verfolgung der Mörder besteigt Luke einen anderen Zug und begegnet seinem alten Freund Murray Sinclair, der für die Eisenbahngesellschaft arbeitet. Wegen einer brennenden Barrikade muss der Zug halten und wird von den Bartons überfallen. Bei dem Kampf kann Luke Leroy und Gabby erschießen, Blake jedoch entkommt. Auch Luke wird verletzt, die Kugel prallt jedoch an seiner Mundharmonika ab, die ihm von Murrays Frau Marian geschenkt wurde, in die er früher verliebt war.
Murray nimmt Luke mit auf seine Ranch, damit dieser sich dort auskurieren kann. Luke bringt in Erfahrung, dass Murray mit dem berüchtigten Rinderbaron Barney Rebstock zu tun hat. Luke glaubt, dass Rebstock Blake in einem Canyon versteckt hält, und fordert ihn auf, Blake auszuliefern. Es kommt zu einer Schießerei, bei der Luke Blake tötet. Er selber wird von Rebstocks Partner Whitey Du Sang beinahe getötet. Marian ist erleichtert, dass Luke nichts passiert ist, und läuft zu ihm. Dies ist für Murray der Beweis, dass seine Frau Luke immer noch liebt. Luke sucht seine alten Freunde, Bill und Emmy Dansing, auf, die eine Pension betreiben. Luke erzählt Bill von seinem Verdacht, dass Murray in kriminelle Machenschaften verwickelt ist. 
Murray leitet für die Eisenbahn eine Bergungsmannschaft, die die Fracht verunglückter Züge sichern soll. Als Murray einer Anordnung des Direktors George McCloud nicht nachkommt, wird er gefeuert und macht Luke dafür verantwortlich. Rebstock macht Murray zu seinem Partner, der mit seinen Kenntnissen Überfälle auf Züge plant, um deren Fracht zu rauben. Zudem beginnt Murray, sich mit Animierfrauen im Saloon anzufreunden. Marians Bitte, sich von Rebstock und dessen Männern fernzuhalten, ignoriert er. Luke wird in der Zwischenzeit auf die Zugüberfälle angesetzt. Luke konfrontiert Murray im Saloon mit seinem Verdacht, dass sein Freund mit den Raubzügen zu tun hat. Er bietet ihm an, zu seinen Gunsten auszusagen, wenn er sich von Rebstock trennt, doch Murray weist ihn zurück im Glauben, dass Luke ihm Marian abspenstig machen will. Später überzeugt Luke Marian, mit Murray wegzuziehen, statt sich von ihm zu trennen. Tatsächlich stimmt Murray ihr zu, will aber noch einen Überfall ausführen.
Bei dem Überfall tötet Du Sang einen der Zugwärter. Luke, Bill Dansing und Sheriff McSwiggin machen sich mit mehreren Männern an die Verfolgung der Räuber. Du Sang wird schnell als der Mörder identifiziert. Von Marian erfährt Luke, dass Murray nach dem Überfall nicht zurückkam. In der Zwischenzeit verteilt Rebstock die Beute und zahlt Murray den Kaufpreis für die Ranch. Als Murray wegreiten will, erschießt Du Sang Rebstock und flüchtet mit dem erbeuteten Geld. Die Verfolger erscheinen und es kommt zu einem Kampf mit der Bande, bei der auch Murray angeschossen wird. Luke tötet Du Sang und lässt zu, dass Murray entkommt.
Murray flieht zu seiner Ranch und findet dort Marian vor, die ihre Sachen packt. Murray schlägt sie und beschuldigt sie, mit Luke durchbrennen zu wollen. Er befiehlt ihr, den Pferdewagen zu beladen. Draußen sind Luke und Bill angekommen. Luke schickt Marian und Bill in die Stadt, um für Murray einen Arzt zu holen. Murray will auf die beiden schießen, wird jedoch von Luke angeschossen. Murray ergibt sich, Luke kommt ins Haus und macht für seinen schwer verletzten Freund einen Drink. Murray zieht eine versteckte Pistole, doch Luke ist schneller und schießt ihn ein weiteres Mal an. Er sagt seinem sterbenden Freund, dass er anders gehandelt hätte, doch er musste mit den Karten spielen, die er von Murray erhielt. Murray stirbt und Luke reitet langsam fort.

## Produktion

### Hintergrund
Gedreht wurde der Film von Mitte April bis Mitte Juni 1947 auf der Movie Ranch des Studios in Agoura Hills sowie in den Paramount-Studios in Hollywood.
Das erste Mal in der Geschichte Hollywoods wurde eine komplette Westernstadt nachgebaut. Auf dem ca. zwei Hektar großen Areal wurden fast 700 Meter Eisenbahngleise verlegt. Das Studio besaß einige Lokomotiven aus den 1870er Jahren, die für den Film von Holz- auf Ölfeuerung umgearbeitet wurden. Als technischer Berater wurde Herman H. Larsen, ehemaliger Generaldirektor der Union Pacific Railroad, hinzugezogen.

### Stab
Hans Dreier und Walter H. Tyler oblag die künstlerische Leitung. Sam Comer und Bertram C. Granger waren für das Szenenbild zuständig, Wally Westmore für das Maskenbild. Die visuellen Effekte stammten von Farciot Edouart und Gordon Jennings. Das Orchester wurde von Van Cleave, Sidney Cutner und Leo Shuken geleitet.

### Besetzung
In kleinen nicht im Abspann erwähnten Nebenrollen traten Irving Bacon, Tom Fadden und Hank Worden auf.

## Synchronisation
Für den Film existieren zwei Synchronfassungen. In der ersten Fassung wurde Alan Ladd von Ernst Wilhelm Borchert gesprochen.
In der zweiten Fassung wurde Alan Ladd von Randolf Kronberg synchronisiert, Robert Preston von Thomas Fritsch und Donald Crisp von Herbert Weicker.

## Veröffentlichung
Die Premiere des Films fand am 9. Dezember 1948 statt. In der Bundesrepublik Deutschland kam er am 2. Februar 1951 in die Kinos, in Österreich bereits am 23. Juni 1950 unter dem Titel Der letzte Schuß.

## Kritiken
Der Filmkritiken-Aggregator Rotten Tomatoes hat in einer Auswertung von sechs Kritiken eine Zustimmungsrate von 83 Prozent errechnet. Das Publikumsergebnis hat sich bei 61 Prozent positiver Bewertungen eingependelt.
Das Lexikon des internationalen Films schrieb: „Unterhaltsamer Routine-Western in prallem Technicolor.“
Die Filmzeitschrift Cinema beschrieb den Film als actionreich und gut fotografiert. Das Fazit: „Für Fans: schön fotografierter Mystery-Western.“
Bosley Crowther von der The New York Times befand, als nach üblichen Mustern gefertigter spannender Western sei er gute fantasievolle Unterhaltung. So habe ihn Paramount produziert, in Technicolor und mit einem Haufen Westernsets, die einen antiken filmischen Stil haben, der heutzutage wieder erfrischend sei.
Die Variety fand den Film wild und wirr, typisch für Pferdeopern aus der guten alten Zeit. Die Besetzung sei durchweg exzellent, das Drehbuch straff, Fentons Regie halte ein stetiges Tempo.
Die Redaktion vom The Hollywood Reporter bescheinigte dem Film ein anständiges Maß an eleganter Action sowie einen Augenschmaus durch atmosphärische Sets und authentische Eisenbahn-Equipments.
Jens Christian Johannsen notierte im Portal Filmreporter.de: „Der Western profitiert von den überzeugenden Darstellern. Der Kontrast zwischen Luke und Marty (Murray) ist glaubhaft herausgearbeitet. Regisseur Leslie Fenton nimmt sich viel Zeit die Freundschaft und die Rivalität der Männer um Marian herauszuarbeiten. Dadurch wird das unausweichliche Duell am Ende emotional und packend. "Der Todesverächter" ist auch ein Eisenbahnerdrama, was den Film visuell noch attraktiver macht.“